# Тревіс Реттенмаєр
Тревіс Реттенмаєр (англ. Travis Rettenmaier; нар. 6 серпня 1983) — колишній американський тенісист.
Найвищу одиночну позицію світового рейтингу — 273 місце досяг 27 лютого 2006, парну — 57 місце — 12 липня 2010 року.
Здобув 1 парний титул.
Найвищим досягненням на турнірах Великого шолома було 3 коло в парному розряді.
Завершив кар'єру 2012 року.

## Фінали турнірів ATP за кар'єру

### Парний розряд: 2 (1–1)
| Легенда                                     |
| ------------------------------------------- |
| Турніри Великого шолома (0–0)               |
| Фінали Світового туру ATP (0–0)             |
| Серія Мастерс 1000 Світового Туру ATP (0–0) |
| Серія 500 Світового туру ATP (0–0)          |
| Серія 250 Світового туру ATP (1–1)          |

| Фінали за покриттям |
| ------------------- |
| Тверде (0–0)        |
| Ґрунт (1–0)         |
| Трава (0–1)         |

| Титули за типом корту |
| --------------------- |
| Відкритий (1–1)       |
| Закритий (0–0)        |

| Результат | В-П | Дата     | Турнір          | Рівень    | Покриття | Партнер           | Суперники                       | Рахунок       |
| --------- | --- | -------- | --------------- | --------- | -------- | ----------------- | ------------------------------- | ------------- |
| Перемога  | 1–0 | Тра 2010 | Белград, Сербія | Серія 250 | Ґрунт    | Сантьяго Гонсалес | Томаш Беднарек Матеуш Ковальчик | 7–6(8–6), 6–1 |
| Поразка   | 1–1 | Лип 2010 | Ньюпорт, США    | Серія 250 | Трава    | Сантьяго Гонсалес | Карстен Болл Кріс Гуччоне       | 3–6, 4–6      |

## Фінали ATP Челленджер і ITF Ф'ючерс

### Одиночний розряд: 4 (2–2)
| Легенда              |
| -------------------- |
| ATP Челленджер (0–1) |
| ITF Ф'ючерс (2–1)    |

| Фінали за покриттям |
| ------------------- |
| Тверде (2–1)        |
| Ґрунт (0–0)         |
| Трава (0–1)         |
| Килим (0–0)         |

| Результат | В-П | Дата     | Турнір                     | Рівень     | Покриття | Суперник      | Рахунок            |
| --------- | --- | -------- | -------------------------- | ---------- | -------- | ------------- | ------------------ |
| Перемога  | 1–0 | Бер 2002 | США F5, Гарлінген (Техас)  | Ф'ючерс    | Тверде   | Майкл Теббутт | 7–5, 6–4           |
| Поразка   | 1–1 | Січ 2005 | Велика Британія F1, Лідс   | Ф'ючерс    | Тверде   | Ендрю Бенкс   | 6–7(5–7), 6–1, 4–6 |
| Поразка   | 1–2 | Лип 2007 | Манчестер, Велика Британія | Челленджер | Трава    | Харел Леві    | 2–6, 4–6           |
| Перемога  | 2–2 | Кві 2008 | США F7, Мобіл (Алабама)    | Ф'ючерс    | Тверде   | Райлер Дегарт | 6–1, 7–6(7–0)      |

### Парний розряд: 39 (27–12)
| Легенда               |
| --------------------- |
| ATP Челленджер (19–6) |
| ITF Ф'ючерс (8–6)     |

| Фінали за покриттям |
| ------------------- |
| Тверде (19–9)       |
| Ґрунт (7–2)         |
| Трава (0–1)         |
| Килим (1–0)         |

| Результат | В-П   | Дата     | Турнір                         | Рівень     | Покриття | Партнер             | Суперники                               | Рахунок                 |
| --------- | ----- | -------- | ------------------------------ | ---------- | -------- | ------------------- | --------------------------------------- | ----------------------- |
| Перемога  | 1–0   | Гру 2001 | США F28, Лагуна-Нігел          | Ф'ючерс    | Тверде   | Дієґо Аяла          | Джон Доран Нік Рейні                    | 6–0, 7–5                |
| Перемога  | 2–0   | Січ 2002 | США F2, Дельрей-Біч            | Ф'ючерс    | Тверде   | Грейдон Олівер      | Кароль Бек Ладіслав Шварць              | 6–2, 6–4                |
| Перемога  | 3–0   | Січ 2002 | США F3, Маямі                  | Ф'ючерс    | Тверде   | Грейдон Олівер      | Педру Брага Алессандру Гевара           | 6–7(4–7), 6–4, 6–4      |
| Перемога  | 4–0   | Бер 2002 | США F5, Гарлінген (Техас)      | Ф'ючерс    | Тверде   | Грейдон Олівер      | Естебан Карріль Трейс Філдінґ           | 6–4, 7–6(7–3)           |
| Поразка   | 4–1   | Бер 2003 | США F5, Гарлінген (Техас)      | Ф'ючерс    | Тверде   | Бруно Ечагарай      | Равен Класен Гантлі Монтґомері          | без гри                 |
| Перемога  | 5–1   | Чер 2003 | США F13, Юба-Сіті (Каліфорнія) | Ф'ючерс    | Тверде   | Райлан Різза        | Маркус Флуїтт Леслі Джозеф              | 6–7(3–7), 6–4, 6–2      |
| Поразка   | 5–2   | Вер 2003 | США F26, Коста-Меса            | Ф'ючерс    | Тверде   | Роберт Їм           | Ненад Тороман Мірко Пегар               | 6–7(6–8), 6–2, 3–6      |
| Поразка   | 5–3   | Вер 2003 | США F27, Охай                  | Ф'ючерс    | Тверде   | Роберт Їм           | Жульєн Кассень Бруно Соарес             | 4–6, 3–6                |
| Поразка   | 5–4   | Чер 2004 | Форест-Гіллс, США              | Челленджер | Трава    | Майкл Теббутт       | Брендон Коуп Джастін Гімелстоб          | 4–6, 4–6                |
| Поразка   | 5–5   | Жов 2004 | Франція F17, Невер             | Ф'ючерс    | Тверде   | Ерік Буторак        | Бертран Контзлер Сліман Сауді           | 4–6, 5–7                |
| Перемога  | 6–5   | Січ 2005 | Велика Британія F1, Лідс       | Ф'ючерс    | Тверде   | Ерік Буторак        | Фредерік Нільсен Расмус Нербю           | 7–6(9–7), 6–4           |
| Перемога  | 7–5   | Лип 2005 | Тарзана, Лос-Анджелес, США     | Челленджер | Тверде   | Олександр Богомолов | Натан Гілі Роберт Смітс                 | 6–7(3–7), 7–6(9–7), 6–3 |
| Поразка   | 7–6   | Сер 2005 | Бінгемтон, США                 | Челленджер | Тверде   | Олександр Богомолов | Тріпп Філліпс Гантлі Монтґомері         | 3–6, 2–6                |
| Перемога  | 8–6   | Тра 2006 | США F10, Орандж-Парк (Флорида) | Ф'ючерс    | Ґрунт    | Роберт Їм           | Матей Боцко Денієл Вендлер              | 6–4, 6–2                |
| Перемога  | 9–6   | Бер 2008 | Канада F2, Монреаль            | Ф'ючерс    | Тверде   | Райлан Різза        | Мілан Покраяц Милош Раонич              | 7–6(7–5), 7–6(7–4)      |
| Поразка   | 9–7   | Бер 2008 | Канада F3, Шербрук             | Ф'ючерс    | Тверде   | Райлан Різза        | Денієл Чу Аділ Шамасдін                 | 6–7(2–7), 6–3, [7–10]   |
| Поразка   | 9–8   | Кві 2008 | США F7, Мобіл (Алабама)        | Ф'ючерс    | Тверде   | Райлан Різза        | Александер Садецкі Ізак ван дер Мерве   | 7–6(7–5), 4–6, [7–10]   |
| Перемога  | 10–8  | Чер 2008 | Карсон, США                    | Челленджер | Тверде   | Карстен Болл        | Райлер Дегарт Деніел Кінґ-Тернер        | 6–4, 6–2                |
| Перемога  | 11–8  | Сер 2008 | Бінгемтон, США                 | Челленджер | Тверде   | Карстен Болл        | Браян Баттістоун Данн Баттістоун        | 6–3, 6–4                |
| Перемога  | 12–8  | Лис 2008 | Нашвілл, США                   | Челленджер | Тверде   | Карстен Болл        | Харш Манкад Ашутош Сінгх                | 6–4, 7–5                |
| Перемога  | 13–8  | Бер 2009 | Вольфсбург, Німеччина          | Челленджер | Килим    | Кен Скупскі         | Сергій Бубка Олександр Кудрявцев        | 6–3, 6–4                |
| Перемога  | 14–8  | Бер 2009 | Джерсі, Велика Британія        | Челленджер | Тверде   | Ерік Буторак        | Кен Скупскі Колін Флемінг               | 6–4, 6–3                |
| Перемога  | 15–8  | Кві 2009 | Монца, Італія                  | Челленджер | Ґрунт    | Джеймс Окленд       | Душан Кароль Ярослав Поспішил           | 7–5, 6–7(6–8), [10–4]   |
| Перемога  | 16–8  | Тра 2009 | Саванна, США                   | Челленджер | Ґрунт    | Карстен Болл        | Харш Манкад Кеес Ван'т Гоф              | 7–6(7–4), 6–4           |
| Поразка   | 16–9  | Тра 2009 | Карсон, США                    | Челленджер | Тверде   | Карстен Болл        | Харш Манкад Фредерік Нільсен            | 4–6, 4–6                |
| Перемога  | 17–9  | Чер 2009 | Юба-Сіті, США                  | Челленджер | Тверде   | Карстен Болл        | Натан Гілі Адам Фіні                    | 6–3, 6–4                |
| Перемога  | 18–9  | Лип 2009 | Віннетка, США                  | Челленджер | Тверде   | Карстен Болл        | Бретт Джолсон Раян Світінг              | 6–1, 6–2                |
| Перемога  | 19–9  | Сер 2009 | Корденонс, Італія              | Челленджер | Ґрунт    | Джеймс Серретані    | Петер Лучак Алессандро Мотті            | 4–6, 6–3, [11–9]        |
| Перемога  | 20–9  | Жов 2009 | Кіто, Еквадор                  | Челленджер | Ґрунт    | Сантьяго Гонсалес   | Міхаель Кінтеро Агілар Фернандо Вісенте | 1–6, 6–3, [10–3]        |
| Поразка   | 20–10 | Жов 2009 | Сакраменто, США                | Челленджер | Тверде   | Сантьяго Гонсалес   | Лестер Кук Девід Мартін                 | 6–4, 3–6, [5–10]        |
| Перемога  | 21–10 | Чер 2010 | Рим, Італія                    | Челленджер | Ґрунт    | Сантьяго Гонсалес   | Садік Кадір Пурав Раджа                 | 6–2, 6–4                |
| Поразка   | 21–11 | Чер 2010 | Лугано, Швейцарія              | Челленджер | Ґрунт    | Сантьяго Гонсалес   | Фред Жіл Крістоф Рохус                  | 5–7, 6–7(3–7)           |
| Перемога  | 22–11 | Жов 2010 | Тібурон, США                   | Челленджер | Тверде   | Роберт Кендрік      | П'єрр-Людовік Дюкло Райлер Дегарт       | 6–1, 6–4                |
| Перемога  | 23–11 | Жов 2010 | Калабасас, США                 | Челленджер | Тверде   | Раян Гаррісон       | Рік де Вуст Боббі Рейнольдс             | 6–3, 6–3                |
| Перемога  | 24–11 | Січ 2011 | Гонолулу, США                  | Челленджер | Тверде   | Раян Гаррісон       | Роберт Кендрік Алекс Кузнєцов           | без гри                 |
| Перемога  | 25–11 | Кві 2011 | Неаполь, Італія                | Челленджер | Ґрунт    | Зімон Штадлер       | Тревіс Перротт Андреас Сільєстрем       | 6–4, 6–4                |
| Поразка   | 25–12 | Тра 2011 | Рим, Італія                    | Челленджер | Ґрунт    | Сантьяго Гонсалес   | Хуан Себастьян Кабаль Роберт Фара       | 6–2, 3–6, [9–11]        |
| Перемога  | 26–12 | Вер 2011 | Ізмір, Туреччина               | Челленджер | Тверде   | Зімон Штадлер       | Флавіо Чіполла Томас Фаббіано           | 6–0, 6–2                |
| Перемога  | 27–12 | Січ 2012 | Гонолулу, США                  | Челленджер | Тверде   | Амер Деліч          | Ніколас Монро Джек Сок                  | 6–4, 7–6(7–3)           |